# Atletico Piombino

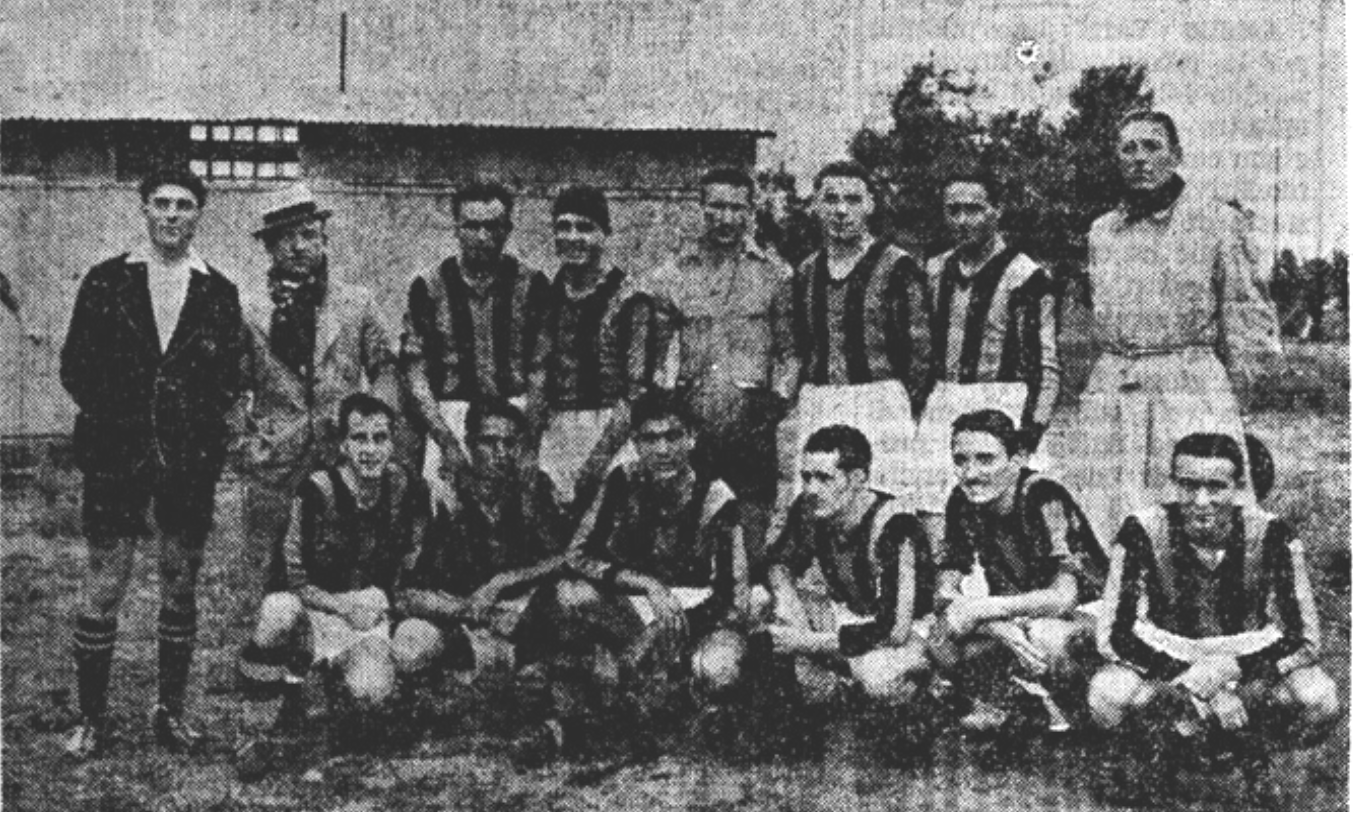
Photo de l'équipe au 1er décembre 1935.

L’Atletico Piombino est le club de football de Piombino en province de Livourne, créé en 1921 sous le nom de Unione Sportiva Piombino.

## Historique
En 1924, elle devient, à la suite d'une fusion, Unione Sportiva Sempre Avanti. Soutenue par un sponsor sidérurgique (La Magona, auj. propriété d'Arcelor), au terme du championnat de Serie C de 1951, elle accède à la Serie B où elle termine à la 6e place.